# Стрмець (Літія)
Стрмець (словен. Strmec) — поселення в общині Літія, Осреднєсловенський регіон, Словенія. Висота над рівнем моря: 685,1 м.